# المهرجون الثلاثة (فلم)
فيلم المهرجون الثلاثة (بالإنجليزية: The Three Stooges) فيلم أمريكي إصدار عام 2012
الفيلم بتقييم 5.6 في IMDb ومن بطولة سين هاييس.

## القصة
قصة الفيلم عن ثلاثة أصدقاء أيتام خرجوا من دار الأيتام لتأمين تكاليف استمراره وتحاشيا لإغلاقه
تدور بهم الأحداث المضحكة خارج دار الأيتام وفي النهاية يستطيعون تأمين المبلغ اللازم وأكثر...

## فريق العمل
- Sean Hayes بدور Larry
- Will Sasso بدور Curly
- Chris Diamantopoulos بدور Moe
- Sofía Vergara بدور Lydia

## روابط خارجية
- المهرجون الثلاثة على موقع IMDb (الإنجليزية)
- المهرجون الثلاثة على موقع ميتاكريتيك (الإنجليزية)
- المهرجون الثلاثة على موقع روتن توميتوز (الإنجليزية)
- المهرجون الثلاثة على موقع نتفليكس (الإنجليزية)
- المهرجون الثلاثة على موقع قاعدة بيانات الأفلام العربية
- المهرجون الثلاثة على موقع ألو سيني (الفرنسية)
- المهرجون الثلاثة على موقع Turner Classic Movies (الإنجليزية)
- المهرجون الثلاثة على موقع أول موفي (الإنجليزية)
- المهرجون الثلاثة على موقع بوكس أوفيس موجو (الإنجليزية)
- المهرجون الثلاثة على موقع فيلمافينيتي (الإسبانية)

1. افلام اون لاين
2. فيلم The Three Stooges - افلام اون لاين
3. بيانات فيلم The Three Stooges من قاعدة بيانات الأفلام IMDb